# مورنو فراریو

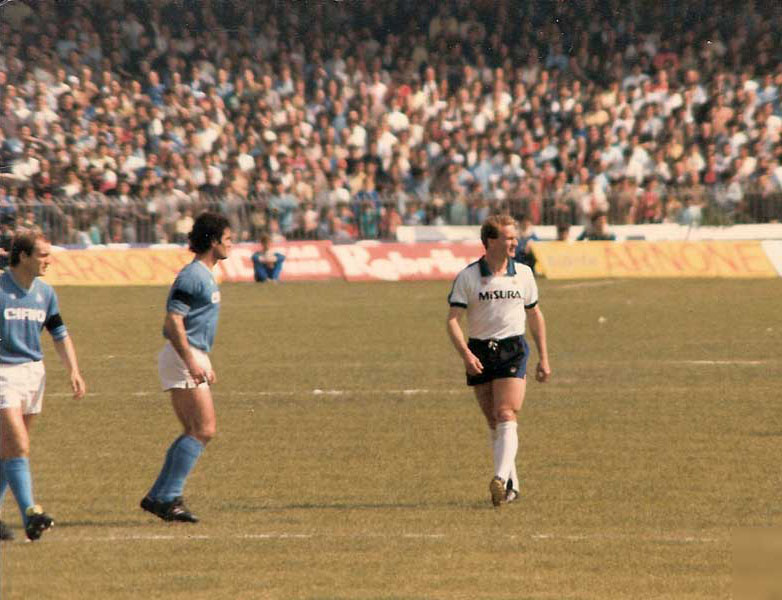
مورنو فراریو (سمت چپ تصویر، نفر اول) - ۱۹۸۵

مورنو فراریو (انگلیسی: Moreno Ferrario؛ زادهٔ ۲۰ مارس ۱۹۵۹) بازیکن فوتبال اهل ایتالیا است.
از باشگاه‌هایی که در آن بازی کرده‌است می‌توان به باشگاه فوتبال آ.اس. رم، باشگاه فوتبال روبور سیه‌نا، باشگاه فوتبال آولینو، باشگاه فوتبال ناپولی، و باشگاه فوتبال وارزه اشاره کرد.
او همچنین در تیم ملی فوتبال زیر ۲۱ سال ایتالیا بازی کرده‌است.